# Gaujan
Gaujan är en kommun i departementet Gers i regionen Occitanien i sydvästra Frankrike. Kommunen ligger i kantonen Lombez som tillhör arrondissementet Auch. År 2022 hade Gaujan 119 invånare.

## Befolkningsutveckling
Antalet invånare i kommunen Gaujan
Referens:INSEE